# سنتينل آر 1
سنتينل آر 1 هي طائرة مراقبة سرية صنعت في الولايات المتحدة وكندا في 2003 من قبل شركتي رايثيون الأمريكية وبومباردييه إيروسبيس الكندية، وهي تطوير لطائرة بومباردييه غلوبال أكسبريس الكندية. تستخدم بشكل رئيسي في سلاح الجو الملكي البريطاني وصنعت 5 منها وطارت لأول مرة في 26 مايو 2004 ودخلت الخدمة في 2008 وثمنها يساوي 954 مليون دولار.